# Station Čadca

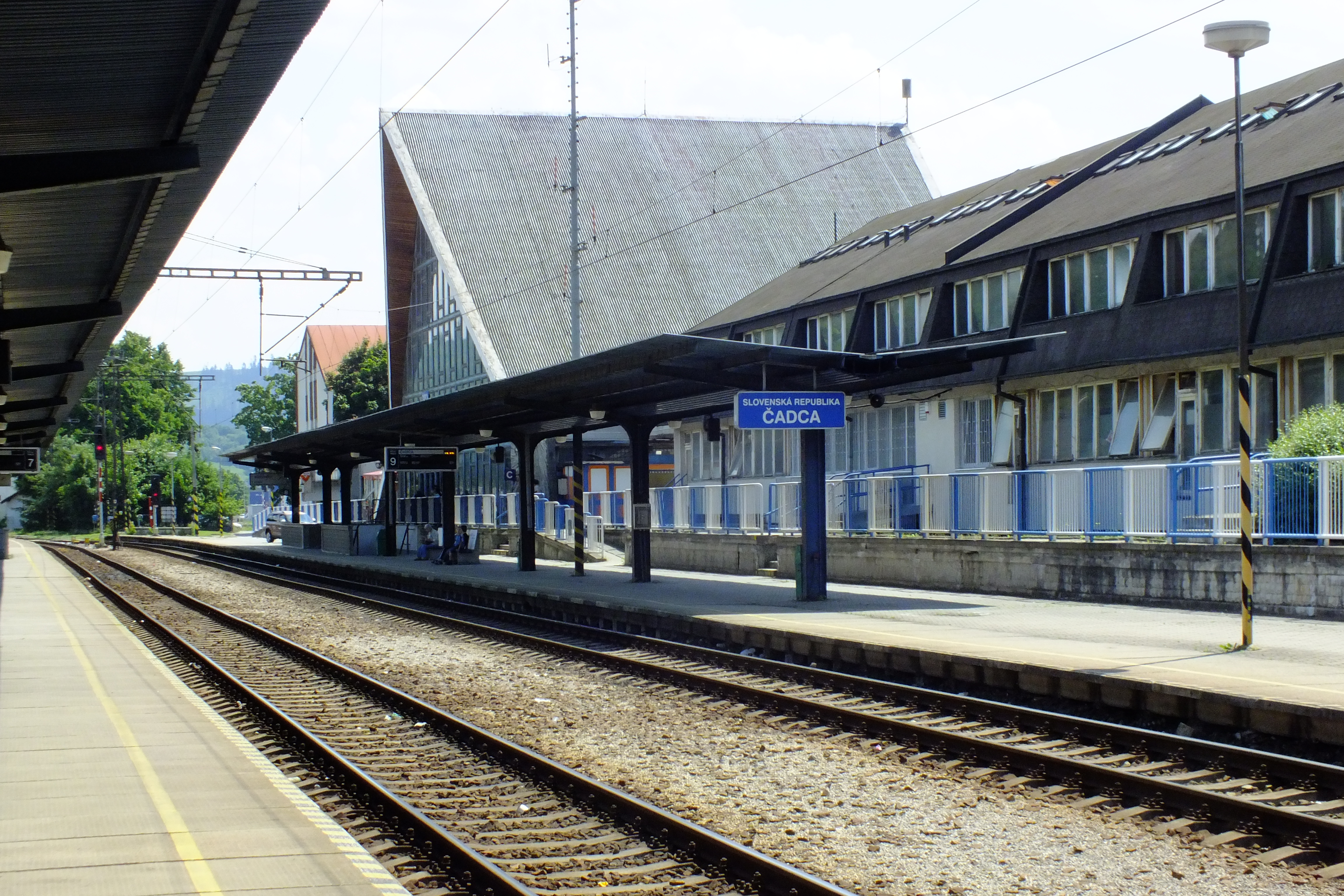
Het station, perrons en sporen.

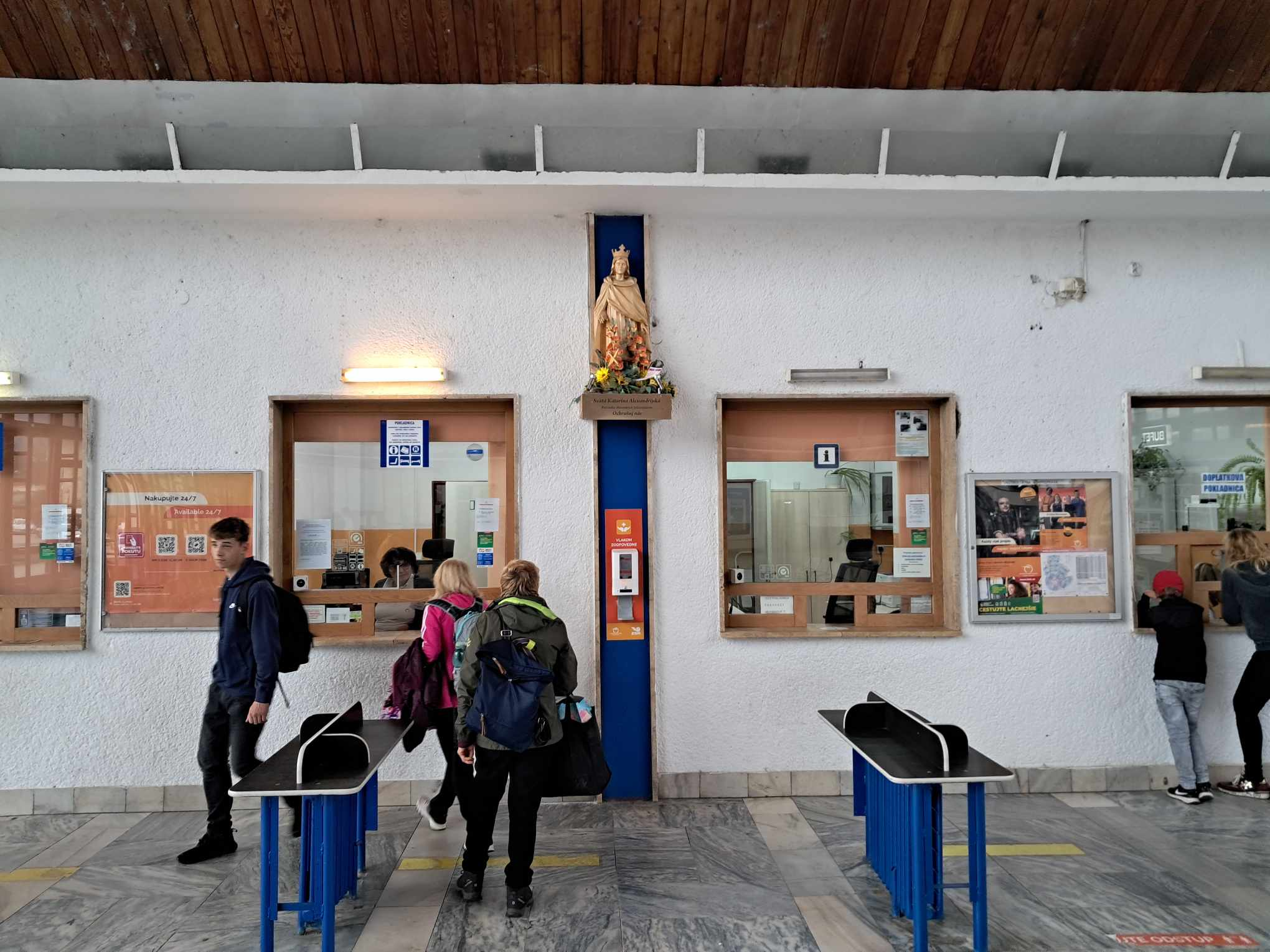
Interieur en loketten.

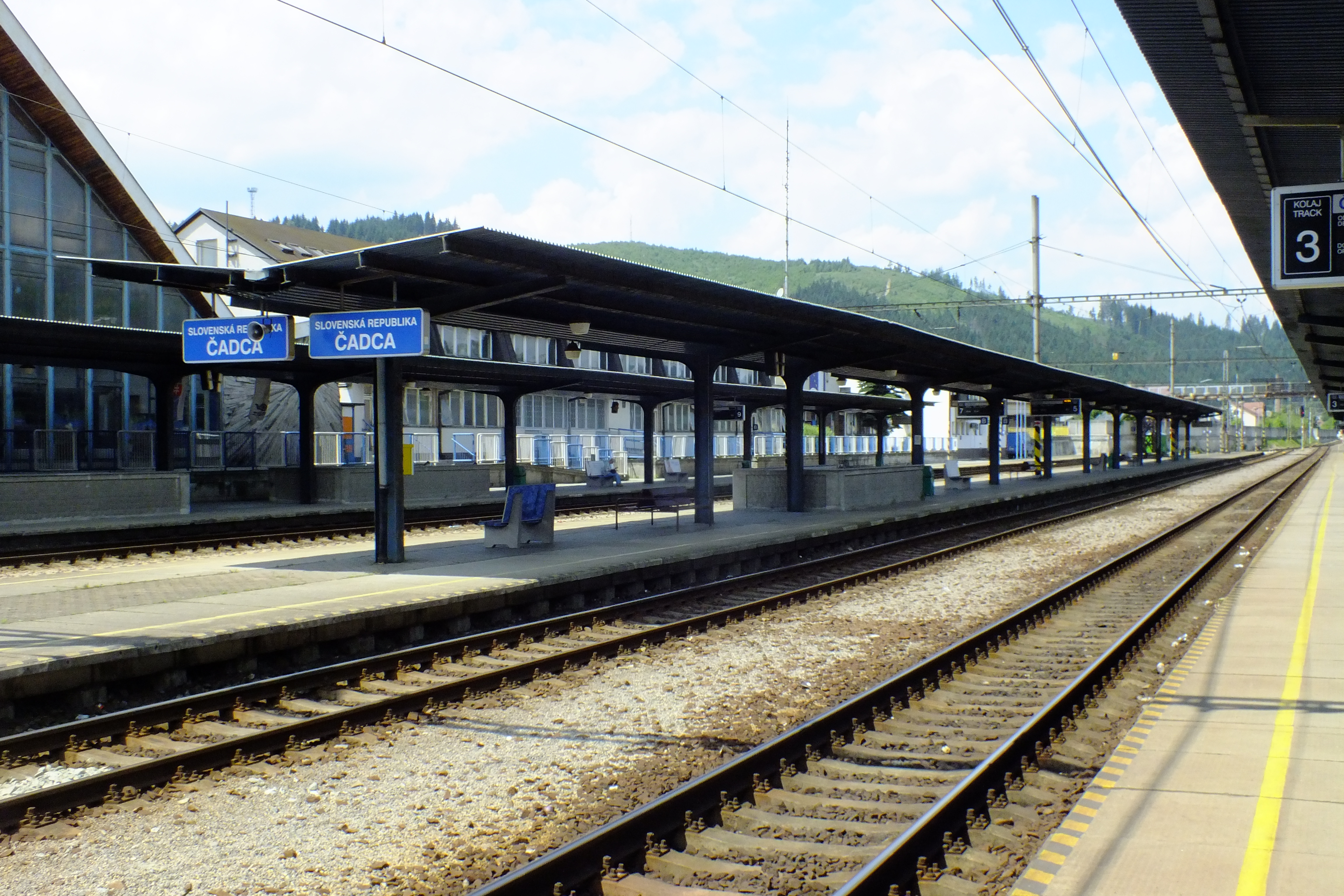
Zicht op de perrons.

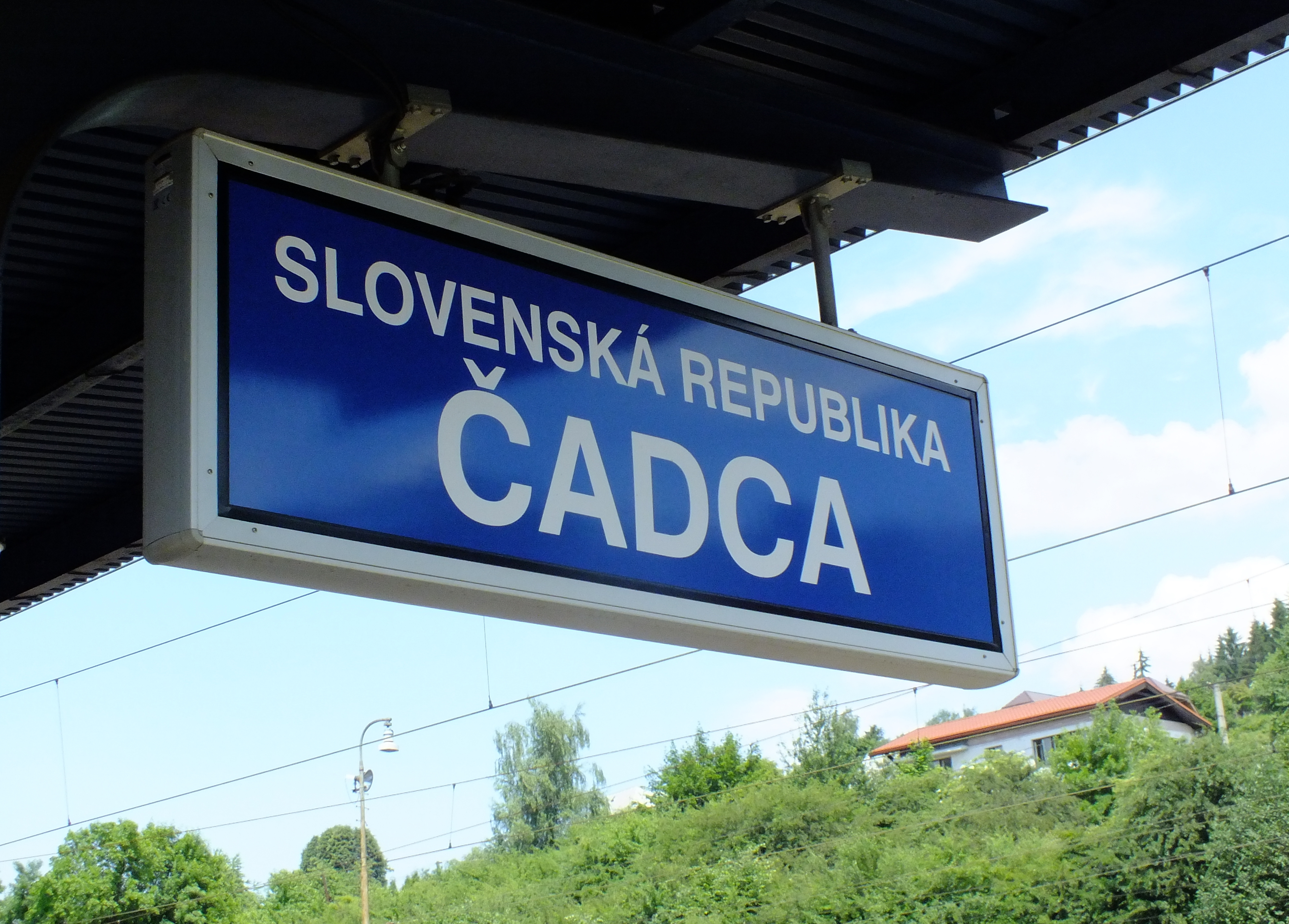
Aankomst uit het buitenland.

Het station Čadca is het centraal treinstation in de Slowaakse gemeente Čadca. Het ligt in het noordelijk stadsdeel, nabij de "Staničná ulica" en de "Jesenského Cesta", op ongeveer 10 minuten wandelafstand van het stadscentrum.
Het is ongeveer 10 kilometer verwijderd van het drielandenpunt Hrčava (Tsjechië). Gezien zijn ligging is het een ideaal vertrekpunt naar de buurlanden Tsjechië (Mosty u Jablunkova) en Polen (Zwardoń).
Wegens zijn originele architectuur heeft het stationsgebouw van de plaatselijke bevolking de bijnaam Chata ("het chalet") gekregen.

## Geschiedenis
Station Čadca is een belangrijk gebouw in de zogenaamde Brusselse stijl. Het werd in de jaren 1967 tot 1969 opgetrokken naar een ontwerp van de Tsjechische bouwmeester Josef Hrejsemnou (° 28 mei 1928, Zlín, † 2 maart 2010, Havířov). Deze architect was onder meer ontwerper van het recent gerenoveerde station Havířov in Tsjechië.
Station Čadca is een belangrijk vervoersknooppunt in het noordwesten van Slowakije.  Het eerste station in Čadca werd op 8 januari 1871 geopend. Door de aanleg van de Košice-Bohumín-spoorweg (lijn 180) ontstond in die tijd een verbinding tussen de economisch achtergebleven regio Kysucké en de industriële zones Ostrava (Tsjechië) en Považí. 
Het belang van Čadca nam verder toe, door:
- de aanleg van de spoorlijn naar Polen in 1884 (lijn 129),
- de opening van de spoorlijn naar Makov (lijn 128), kort voor het begin van de Eerste Wereldoorlog .

De hoofdlijn naar Bohumín was een belangrijke verkeersader van internationaal belang en was daarom een van de eerste die dubbelsporig (1898) en geëlektrificeerd (1963) werd. Anno 2024 gebeurt via deze lijn een groot deel van het personen- en goederenvervoer naar Tsjechië en Polen. De lijn via Čadca is een van de drukste in Slowakije.

## Treindienst
Spoorlijn 127 (Žilina – Čadca – Mosty u Jablunkova) speelt in Čadca de belangrijkste rol.
De langeafstandstreinen van:
- de Slowaakse spoorwegmaatschappij ŽSSK
- Leo Express en
- RegioJet

op de lijnen tussen Praag, Ostrava en Žilina of Košice hebben een stilstand in Čadca.
Op het vlak van regionaal vervoer rijden er quasi elk uur passagierstreinen tussen Čadca en Žilina. 
's Nachts rijden enkele passagierstreinen naar Mosty u Jablunkova (Tsjechië). 
Op lijn 128 (Čadca – Makov) rijden de treinen op weekdagen meestal elk uur (behalve in de voormiddag) en in het weekend elke twee uur. 
Op lijn 129 naar Zwardoń in Polen rijden de treinen op weekdagen doorgaans elk uur (met versterking in de ochtendspits) en tijdens de weekends elke twee uur. 
Met betrekking tot het vrachtvervoer is Čadca een belangrijk grensstation tussen Tsjechië en Slowakije. Het station ligt op de 6e pan-Europese corridor van Žilina naar de Oostzee.

## Lijnen
- 127 Žilina–Mosty u Jablunkova (ČD)
- 128 Čadca–Makov
- 129 Čadca–Zwardoń (PKP)

## Regionaal vervoer
Aan het stationsplein, tegenover het station, liggen verscheidene bushaltes voor regionaal vervoer.

## Dienstverlening
Anno 2025 is er in het station een loket met personeel waar inlichtingen worden verstrekt en reisbiljetten verkocht. Voor de openingsuren van dit loket: zie de onderstaande externe link: "ŽSSK - Loket - Openingsuren".
Vijf hoofdsporen in het station zijn uitgerust met perrons voor reizigersverkeer (twee eilandperrons met toegang via een onderdoorgang en één perron aan het stationsgebouw).
Een apart perron is het zogenaamde Makov-perron, vanwaar treinen in zuidwestelijke richting vertrekken naar Makov.
Het station ligt op een boogscheut van het stadscentrum. Er zijn toiletten, een wachtzaal, en een verkooppunt voor diverse versnaperingen.